# Martina Bárta
Martina Bárta (češka izgovorjava: [ˈmarcɪna ˈbaːrta]), češka jazz in soul pevka *1. september 1988

## Kariera
Kot pevka in glasbenica na francoski rog je bila del jazz skupine 4 To The Bar iz Frankfurta na Majni, nato pa se odločila za solo kariero. Igrala je tudi v muzikalu Robin Hood ter sodelovala s Felixom Slováčkom in Karlom Gottom. 

### Pesem Evrovzije
Dne 15. februarja je bila interno izbrana za predstavnico Češke na pesmi Evrovizije 2017 s pesmijo »My Turn«. Nastopila je v prvem polfinalu in  zasedla 13. mesto s 83 točkami in se ni uvrstila v finale. 
Leta 2018 je sodelovala na Deutschland sucht den Superstar vendar ni prišla v oddaje snemane v živo.

## Diskografija

### Pesmi
- »My Turn«